# Michele Gazzara
Michele Gazzara, né le 27 septembre 1990 à Syracuse (Sicile), est un coureur cycliste italien. 

## Palmarès
- 2010
  - 1re étape du Tour de la Vallée d'Aoste
- 2011
  - Trophée de la ville de San Vendemiano
- 2014
  - Trofeo Alcide Degasperi
  - Coppa della Montagna
  - Coppa Guinigi
  - 2e du Piccola Sanremo
  - 2e de Bassano-Monte Grappa
  - 2e du Trophée de la ville de Malmantile
  - 3e du Gran Premio Ezio Del Rosso
- 2015
  - Giro del Medio Brenta
  - Trophée international Bastianelli
  - Trofeo Sportivi di Briga
  - 2e de Bassano-Monte Grappa
- 2016
  - Coppa San Geo
  - 2e du Szlakiem Grodów Piastowskich
- 2017
  - Giro del Medio Brenta
  - 3e du Tour d'Albanie
  - 3e de la Cronoscalata Gardone Val Trompia-Prati di Caregno
- 2018
  - Tour d'Albanie : 
    - Classement général
    - 1re étape

## Classements mondiaux
| Année           | 2010 | 2011 | 2012 | 2013 | 2014 | 2015 | 2016 | 2017 |
| --------------- | ---- | ---- | ---- | ---- | ---- | ---- | ---- | ---- |
| UCI Europe Tour | 766e | 391e | 945e | nc   | 333e | 197e | 423e | 430e |